# 大索洛納
47°38′14″N 31°41′54″E / 47.63722°N 31.69833°E
大索洛納（烏克蘭語：Велика Солона）是位於烏克蘭南部尼古拉耶夫州裏沃茲涅先斯克區的村莊，始建於1764年，面積3.34平方公里，海拔高度39米，2001年人口1,184，人口密度每平方公里354.5人。